# Curtis Martin
Curtis James Martin, Jr. (Pittsburgh, Pensilvânia, 1 de maio de 1973) é um ex-jogador de futebol americano que atuava como running back. Ele estudou na Taylor Allderdice High School em Pittsburgh e na University of Pittsburgh. Martin depois atuou como profissional na National Football League pelo New England Patriots e pelo New York Jets, se tornando posteriormente o quarto na história da liga em jardas terrestres. Martin foi elito para o Hall da Fama do esporte em 4 de fevereiro de 2012.

## Carreira profissional

### New England Patriots
Martin entrou na NFL em 1995, sendo escolhido na terceira rodada do draft pelo New England Patriots. Ele acabaria ganhando o prêmio Offensive Rookie of the Year (Novato Ofensivo do Ano) depois de somar 1.487 jardas terrestres, sendo nomeado para o Pro Bowl. No ano seguinte, ele quebrou o recorde da franquia ao correr para 166 jardas e anotar 3 touchdowns em seu primeiro jogo de playoff contra o Pittsburgh Steelers. Os Patriots foram ao Super Bowl XXXI mas perderam para o Green Bay Packers. Martin correu para apenas 42 jardas, fez 3 recepções para 28 jardas e anotou um touchdown naquele jogo. Apesar de cair de produção em 1996, se comparar com seu primeiro ano, Martin conseguiu outra indicação para o Pro Bowl naquele ano.

### New York Jets
Depois da temporada de 1997, Martin, que estava sem time (free agent), assinou com o New York Jets um contrato de seis anos valendo US$36 milhões de dolares. Os Patriots não ofereceram uma contra-proposta e receberam uma escolha na primeira e na terceira rodada do Draft do ano seguinte como compensação. Assim, Martin foi para o Jets e se reuniu com seu ex-treinado nos Patriots, Bill Parcells. Em suas primeiras sete temporadas com os Jets, Martin perdeu apenas um jogo e foi para o Pro Bowl três vezes. Em 1998, nos playoffs, Martin conseguiu 182 jardas de scrimmage e marcou dois touchdowns contra o Jacksonville Jaguars na vitória dos Jets. Martin acabou sendo lider da NFL em jardas terrestres durante a temporada de 2004 com 1.697 jardas (uma jarda a mais que o segundo lugar Shaun Alexander, a menor marca na história da NFL). Ele também ganhou o prêmio de Melhor COrredor de 2004 pela FedEx. Martin fez história ao ser o jogador mais velho na históra da liga a liderar a temporada em jardas terrestres, tendo ele 31 anos.
Em 2005, Martin não conseguiu se tornar o primeiro running back na história da liga a começar a carreira com 1.000 jardas em cada uma de suas primeiras 11 temporadas. Ele não jogou uma partida contra o Oakland Raiders devido a uma contusão no joelho e foi colocado no injured reserve, perdendo assim os últimos três jogos da temporada. Martin terminou aquele ano com 735 jardas terrestres, totalizando 14.101 jardas na carreira. Martin começou a temporada de 2006 na lista fisicamente ináptos. Foi então anunciado que ele perderia a temporada inteira devido ao agravamento de sua contusão em 1 de novembro de 2006. Em 26 de julho de 2007, Martin anunciou oficialmente sua aposentadoria da NFL. Em 24 de janeiro de 2010, Martin assinou com os Jets para servir como capitão honorário na Final da AFC contra o Indianapolis Colts no Lucas Oil Stadium.

## Realizações
Curtis Martin correu para mais de mil jardas em seus primeiros dez anos na liga como profissional, um feito realizado apenas pelo lendário Barry Sanders. Em 6 de novembro de 2005, ele marcou seu touchdown de número 100, se juntando a outros 16 jogadores que também atingiram essa grande marca. Martin é atualmento o quarto na lista dos maiores RB no que diz respeito a jardas terrestres, e em 27 de novembro de 2005, no primeiro quarto de um jogo contra o New Orleans Saints, ele se tornou o quarto running back na história da NFL, atrás apenas de Walter Payton, Emmitt Smith e Barry Sanders, a passar da casa das 14 mil jardas terrestres. Ele é o lider dos Jets com 10.302 jardas conquistadas por terra com a camisa do clube. Ele também é o quarto na mesma categoria com os Patriots, somando 3.799 jardas terrestres pela franquia. Além disse, Martin tem um rating perfeito de 158.3: 2 passes completados em 2 tentados, e 2 passes para TD, com uma média de 18 jardas por passe.

### Rankings de seus números
- 3.518 corridas (3ª melhor marca)
- 14.101 jardas terrestres (4ª melhor marca)
- 17.430 jardas de scrimmage (7ª melhor marca)
- 90 touchdowns terrestres (12ª melhor marca)
- 100 touchdowns na carreira, somando por terra e por recepção (19ª melhor marca)
- Jogador mais velho a liderar a liga em jardas terrestres (31 anos) em 2004

Em 16 de agosto de 2010, durante o intervalo do jogo de pré-temporada Giants-Jets no the New Meadowlands Stadium, Martin recebeu o título do Ring of Honor, sendo aceito oficialmente no salão da fama dos Jets.

## Números na carreira
| Ano      | Time                 | Jogos | Corridas | Jardas | JPC | TDs |
| -------- | -------------------- | ----- | -------- | ------ | --- | --- |
| 1995     | New England Patriots | 16    | 368      | 1 487  | 4,0 | 14  |
| 1996     | New England Patriots | 16    | 316      | 1 152  | 3,6 | 14  |
| 1997     | New England Patriots | 13    | 274      | 1 160  | 4,2 | 4   |
| 1998     | New York Jets        | 15    | 369      | 1 287  | 3,5 | 8   |
| 1999     | New York Jets        | 16    | 367      | 1 464  | 4,0 | 5   |
| 2000     | New York Jets        | 16    | 316      | 1 204  | 3,8 | 9   |
| 2001     | New York Jets        | 16    | 333      | 1 513  | 4,5 | 10  |
| 2002     | New York Jets        | 16    | 261      | 1 094  | 4,2 | 7   |
| 2003     | New York Jets        | 16    | 323      | 1 308  | 4,0 | 2   |
| 2004     | New York Jets        | 16    | 371      | 1 697  | 4,6 | 12  |
| 2005     | New York Jets        | 12    | 220      | 735    | 3,3 | 5   |
| Carreira | NE/NYJ               | 168   | 3 518    | 14 101 | 4,0 | 90  |